# Pales hyalinata
Pales hyalinata là một loài ruồi trong họ Tachinidae.